# Числа Ризеля
В математике число Ри́зеля — нечётное натуральное число {\displaystyle k}, для которого целые числа вида {\displaystyle k\cdot 2^{n}-1} составные для всех натуральных чисел {\displaystyle n.} В 1956 году Ханс Ризель (швед. Hans Riesel) доказал, что существует бесконечное число целых чисел {\displaystyle k} таких, что {\displaystyle k\cdot 2^{n}-1} является составным для любого целого {\displaystyle n}. Он показал, что этим свойством обладает число 509 203, а также 509 203 плюс любое натуральное число, умноженное на 11 184 810. То, что какое-либо число является числом Ризеля, может быть показано нахождением покрывающего множества простых чисел, на которые будет делиться любой член последовательности. Известные числа Ризеля меньше одного миллиона имеют следующие покрывающие множества:
- 509 203·2n − 1: {3, 5, 7, 13, 17, 241};
- 762 701·2n − 1: {3, 5, 7, 13, 17, 241};
- 777 149·2n − 1: {3, 5, 7, 13, 19, 37, 73};
- 790 841·2n − 1: {3, 5, 7, 13, 19, 37, 73};
- 992 077·2n − 1: {3, 5, 7, 13, 17, 241}.

Натуральное число может быть одновременно числом Ризеля и числом Серпинского, например 143 665 583 045 350 793 098 657.

## Проблема Ризеля
Проблема Ризеля состоит в определении наименьшего числа Ризеля. Так как ни для одного числа {\displaystyle k<509203} не найдено покрывающее множество, то предполагается, что 509 203 является наименьшим числом Ризеля. 
Поиском кандидатов на числа Ризеля занимается проект добровольных распределённых вычислений PrimeGrid, где рассчитываются значения последовательностей {\displaystyle k\cdot 2^{n}-1} для всех натуральных {\displaystyle n}, начиная с 1. Изначально, в марте 2010 года был известен 101 кандидат на числа Ризеля. Если в такой последовательности оказывается простое число, то этот кандидат исключается из рассмотрения. 
По состоянию на январь 2025 года осталось 41 значение {\displaystyle k<509203} для которых последовательность содержит только составные числа для всех проверенных значений {\displaystyle n}. Вот они: 
23669, 31859, 38473, 46663, 67117, 74699, 81041, 121889, 129007, 143047, 161669, 206231, 215443, 226153, 234343, 245561, 250027, 315929, 319511, 324011, 325123, 327671, 336839, 342847, 344759, 362609, 363343, 364903, 365159, 368411, 371893, 384539, 386801, 397027, 409753, 444637, 470173, 474491, 477583, 485557, 494743.